# Abid Oses
Abid Josué Oses Moreno (Panama, 17 ottobre 1995) è un ex cestista panamense.

## Carriera
Con Panama ha disputato i Campionati americani del 2017.